# Zeitdilatation
Die Zeitdilatation (von lateinisch dilatare, ‚dehnen‘, ‚aufschieben‘) ist ein Effekt, der durch die Relativitätstheorie beschrieben wird. Die Zeitdilatation bewirkt, dass alle inneren Prozesse eines physikalischen Systems relativ zu einem äußeren Beobachter langsamer ablaufen: „Uhren gehen langsamer.“
Zu unterscheiden sind zwei Effekte:
- Zeitdilatation aufgrund relativer Bewegung,
- Zeitdilatation im Gravitationsfeld bzw. in der Nähe einer Masse.

Die Zeitdilatation aufgrund relativer Bewegung ist ein Effekt der speziellen Relativitätstheorie (Einstein, 1905). Wenn sich zwei Beobachter relativ zueinander bewegen, sieht jeder die Zeit des anderen langsamer ablaufen. Dieser Effekt ist umso stärker, je größer die Relativgeschwindigkeit ist, und wird sehr groß, wenn sie sich der Lichtgeschwindigkeit nähert. Damit verbunden ist die Relativität der Gleichzeitigkeit: es gibt keine universelle, für alle gleiche Zeit. Zeitdilatation und Lorentzkontraktion sind eng verknüpfte geometrische Effekte der vierdimensionalen Raumzeit.
Die gravitative Zeitdilatation ist ein Effekt der allgemeinen Relativitätstheorie (Einstein, 1915).
In einem stärkeren Gravitationsfeld verläuft die Zeit langsamer als in einem schwächeren. Der Effekt ist klein: Auf der Erdoberfläche vergeht die Zeit um 7·10−10 langsamer als im fernen, näherungsweise gravitationsfreien Weltraum. Anders als bei der Zeitdilatation durch Bewegung ist die gravitative Zeitdilatation nicht gegensätzlich, sondern übereinstimmend: So wie der im Gravitationsfeld weiter oben befindliche Beobachter die Zeit des weiter unten befindlichen Beobachters langsamer ablaufen sieht, sieht der untere Beobachter die Zeit des oberen Beobachters entsprechend schneller ablaufen.

## Zeitdilatation durch relative Bewegung

Gedankenexperiment zur Zeitdilatation: a) Uhren starten b) Uhren stoppen

### Bei konstanter Geschwindigkeit

#### Anschaulicher Einblick ohne Formeln
Eine der wichtigsten Grundannahmen der Relativitätstheorie ist die Invarianz der Lichtgeschwindigkeit. Das bedeutet, dass alle Beobachter denselben Wert für die Geschwindigkeit des Lichts messen, egal wie schnell sie sich selbst oder wie schnell sich die Lichtquelle bewegt. Man stelle sich einen sehr schnell fahrenden Zug vor. Für die Zuginsassen bewegen sich die Lichtstrahlen von der Deckenbeleuchtung bis zum Fußboden senkrecht nach unten. Nennen wir den Startpunkt A und den Zielpunkt B. Wenn wir davon ausgehen, dass die Wegstrecke von A nach B 3 m beträgt, dann benötigt das Licht dafür die unvorstellbar kurze Zeit von 0,01 µs.
Vom ruhenden Bahndamm aus betrachtet stellt sich die Situation etwas anders dar: Während das Licht von A nach B läuft, fährt der Zug ein Stückchen weiter, sagen wir 1 m, so dass der Weg von A nach B nicht mehr genau senkrecht ist, sondern leicht nach vorne geneigt. Dadurch ist er auch etwas länger, nämlich 3,16 m. Da wie gesagt für alle Beobachter derselbe Wert für die Lichtgeschwindigkeit gilt, berechnet der Beobachter am Bahndamm eine etwas längere Zeit für diesen Vorgang (0,0105 µs). Weil im Zug offenbar eine halbe Nanosekunde weniger vergangen ist als auf dem Bahndamm, schließt der ruhende Beobachter, dass die Zeit im fahrenden Zug langsamer läuft.
Die allgemeine Tatsache, dass bewegte Uhren aus Sicht eines ruhenden Beobachters langsamer gehen, bezeichnet man als Zeitdilatation.

#### Erläuterung
Zum Verständnis der Zeitdilatation ist es erforderlich, sich die grundlegenden Messvorschriften und Methoden zur Zeitmessung mit ruhenden und bewegten Uhren zu vergegenwärtigen.
Wenn zwei Ereignisse nacheinander am selben Ort in einem Inertialsystem auftreten, dann kann durch direktes Ablesen der Zeigerstellungen einer an diesem Ort ruhenden Uhr C die Eigenzeit {\displaystyle T_{0}} (Zeitspanne zwischen erstem und zweitem Ereignis) ermittelt werden. Die von C angezeigte Eigenzeit ist invariant, also in allen Inertialsystemen wird zugestimmt, dass C diese Zeitspanne während des Vorgangs anzeigte. Wird die Eigenzeit von C mit den Uhren relativ bewegter Inertialsysteme verglichen, kann folgendermaßen vorgegangen werden: Ein Beobachter im Inertialsystem S stellt zwei Uhren A und B auf, die mit Lichtsignalen synchronisiert sind. Uhr C ruht in S′ und bewegt sich mit der Geschwindigkeit v von A nach B, wobei sie zum Startzeitpunkt mit A und B synchron sein soll. Die „bewegte“ Uhr C (für welche die Eigenzeit {\displaystyle T_{0}^{'}} vergangen ist) geht bei ihrer Ankunft gegenüber der „ruhenden“ Uhr B (für die {\displaystyle T} vergangen ist) nach, und zwar gemäß folgender Formel für die Zeitdilatation (siehe Herleitung):
(1) {\displaystyle T_{0}^{'}=T/\gamma ,}
somit gehen Uhren A und B schneller um
(2) {\displaystyle T=T_{0}^{'}\gamma ,}
wobei
{\displaystyle \gamma ={\frac {1}{\sqrt {1-\left({\frac {v}{c}}\right)^{2}}}}}

Lorentzfaktor mit in Einheiten von

der Lorentzfaktor mit der Lichtgeschwindigkeit {\displaystyle c} ist.
Nun besagt das Relativitätsprinzip, dass in S′ die Uhr C als ruhend betrachtet werden kann und folglich die Uhren A und B langsamer gehen müssen als C. Auf den ersten Blick widerspricht dies jedoch dem Umstand, dass in beiden Inertialsystemen Uhr C beim Zusammentreffen mit B nachgeht, was auch aus der Invarianz der Eigenzeiten der Uhren C und B folgt.
Dies wird allerdings erklärbar, wenn die Relativität der Gleichzeitigkeit berücksichtigt wird. Denn obige Messung beruhte auf der Voraussetzung, dass die Uhren A und B (und somit zum Startzeitpunkt auch C) synchron sind, was jedoch aufgrund der Konstanz der Lichtgeschwindigkeit in allen Inertialsystemen nur in S der Fall ist. In S′ schlägt die Synchronisierung von A und B fehl – weil die Uhren sich hier in negativer {\displaystyle x}-Richtung bewegen und B dem Zeitsignal entgegenkommt, während A diesem davonläuft. B wird also zuerst vom Signal erfasst und beginnt gemäß einem durch die Lorentz-Transformation zu ermittelnden Wert früher als A zu laufen. Berücksichtigt man dieses Vorgehen von Uhr B aufgrund des verfrühten Starts (zieht man also diesen Zeitbetrag von der Gesamtzeit von B ab), ergibt sich auch hier, dass die „bewegte“ Uhr B (für welche die Eigenzeit {\displaystyle T_{0}} vergangen ist) während des Weges zur „ruhenden“ Uhr C (für welche {\displaystyle T^{'}} vergangen ist) langsamer läuft gemäß folgender Formel:
(3) {\displaystyle T_{0}=T'/\gamma ,}
somit geht Uhr C schneller um
(4) {\displaystyle T'=T_{0}\gamma .}
Die Zeitdilatation fällt also – wie vom Relativitätsprinzip gefordert – in allen Inertialsystemen symmetrisch aus: Jeder misst, dass die Uhr des jeweils anderen langsamer läuft als seine eigene. Diese Forderung ist erfüllt, obwohl in beiden Inertialsystemen C gegenüber B beim Zusammentreffen nachgeht und die Eigenzeiten von C als auch B invariant sind.

#### Veranschaulichung der Größenordnung
Bei nicht sehr großen Geschwindigkeiten wirkt sich die Zeitdilatation praktisch gar nicht aus. Zur Veranschaulichung stellen wir uns einen fiktiven und vereinfachten Raumflug vom Sonnensystem zum nächsten Stern Proxima Centauri vor. Hierbei lassen wir Effekte, die sich durch das Beschleunigen oder Abbremsen des Raumfahrzeugs ergeben, aus Gründen der Einfachheit unberücksichtigt. Die Distanz beträgt 4,24 Lichtjahre. Je nach Reisegeschwindigkeit ergeben sich folgende Werte:
| Geschwindigkeit in Prozent der Lichtgeschwindigkeit | Reisedauer im Ruhesystem in Jahren | Reisedauer im Bordsystem in Jahren | Verhältnis Bordsystem : Ruhesystem (gerundet) |
| --------------------------------------------------- | ---------------------------------- | ---------------------------------- | --------------------------------------------- |
| 0,004                                               | 106000                             | 105999,999992                      | 1 : 1,0000000008                              |
| 1                                                   | 424                                | 423,9                              | 1 : 1,00005                                   |
| 10                                                  | 42,4                               | 42,2                               | 1 : 1,005                                     |
| 50                                                  | 8,48                               | 7,34                               | 1 : 1,15                                      |
| 90                                                  | 4,71                               | 2,05                               | 1 : 2,29                                      |
| 99                                                  | 4,28                               | 0,60                               | 1 : 7,09                                      |
| 99,99                                               | 4,24                               | 0,06                               | 1 : 70,7                                      |

Mit „Ruhesystem“ ist hier das Bezugssystem gemeint, in dem die Erde und Proxima Centauri ruhen. Mit „Bordsystem“ ist das Eigensystem des Raumfahrzeugs gemeint. Die in der ersten Zeile verwendete Geschwindigkeit (0,004 % der Lichtgeschwindigkeit) ist ungefähr diejenige, die von dem bisher schnellsten bemannten Raumfahrzeug (Apollo-Kapsel) erreicht wurde.

#### Zeitdilatation und Längenkontraktion
Dabei ist ersichtlich, dass die Zeitdilatation von {\displaystyle T_{0}} gegenüber {\displaystyle T} (gemessen mit ruhenden, synchronisierten Uhren)
{\displaystyle T=T_{0}\gamma }
reziprok ist zur kontrahierten Länge {\displaystyle L} bewegter Objekte (gemessen durch gleichzeitige Bestimmung der Endpunkte mittels ruhender Maßstäbe) bezüglich ihrer Ruhelänge {\displaystyle L_{0}}:
{\displaystyle L=L_{0}/\gamma }
Das bedeutet, dass die von mitbewegten Uhren angezeigte Eigenzeit immer kleiner ist als die von ruhenden Uhren angezeigte Zeitspanne, wohingegen die von mitbewegten Maßstäben gemessene Eigenlänge immer größer ist als die von ruhenden Maßstäben gemessene Länge desselben Objekts.
Der umgekehrte Fall tritt ein, wenn Uhr und Maßstab nicht im selben Inertialsystem ruhen. Bewegt sich nämlich die Uhr innerhalb der Zeitspanne {\displaystyle T} entlang eines Maßstabs in S (gemessen von dort ruhenden Uhren), dann ist dessen Ruhelänge einfach mit {\displaystyle L_{0}=Tv} gegeben, wohingegen die dilatierte Uhr eine geringere Eigenzeit gemäß {\displaystyle T'_{0}=T/\gamma } anzeigt. Da ihre Eigenzeit invariant ist, wird sie diese Zeitspanne auch im eigenen Ruhesystem anzeigen, woraus folgt, dass der in S′ bewegte Stab die Länge {\displaystyle L'=T'_{0}v={\frac {T}{\gamma }}v} hat. Der Stab ist hier also um einen Faktor {\displaystyle \gamma } kürzer, was der Längenkontraktion des bewegten Stabes entspricht.

#### Lichtuhr

Lichtuhren, links A ruhend, rechts B mit 50 % der Lichtgeschwindigkeit bewegt (Lichtblitz •)

Für eine einfache Erklärung dieses Faktors kann das Konzept der Lichtuhr herangezogen werden. Eine Lichtuhr besteht aus zwei Spiegeln im Abstand {\displaystyle d}, die einen kurzen Lichtblitz hin und her reflektieren. Eine solche Lichtuhr wurde bereits im 19. Jahrhundert in der Theorie der Lichtlaufzeiten beim Michelson-Morley-Experiment besprochen, und als Gedankenexperiment zur Herleitung der Zeitdilatation erstmals 1909 von Gilbert Newton Lewis und Richard C. Tolman benutzt.
Wenn eine Lichtuhr A gegeben ist, wird aus Sicht eines mit ihr mitbewegten (also relativ zu ihr ruhenden) Beobachters ein Blitz für den einfachen Weg zwischen den Spiegeln die Zeit {\displaystyle T_{0}=d/c} benötigen. An einem der beiden Spiegel wird jedes Auftreffen des Lichtblitzes registriert und dabei jedes Mal die Lichtuhr um eine Zeiteinheit weitergestellt, die der Gesamtlaufzeit des Lichtblitzes {\displaystyle 2T_{0}} entspricht.
Wird nun eine zweite Lichtuhr B senkrecht zur Verbindungslinie der Spiegel mit der Geschwindigkeit {\displaystyle v} bewegt, so muss das Licht aus Sicht des A-Beobachters zwischen den Spiegeln eine größere Strecke zurücklegen als bei Uhr A. Unter der Annahme der Konstanz der Lichtgeschwindigkeit geht für den A-Beobachter Uhr B daher langsamer als Uhr A. Die Zeit {\displaystyle T'=d'/c}, die der Lichtblitz für den einfachen Weg {\displaystyle d'} zwischen den Spiegeln benötigt, ergibt sich über den Satz des Pythagoras
{\displaystyle d'^{2}=d^{2}+(vT')^{2}.}
Durch Einsetzen der Ausdrücke für {\displaystyle d} und {\displaystyle d'} und Auflösen nach {\displaystyle T'} erhält man schließlich
{\displaystyle T^{'}={T_{0}}{\frac {1}{\sqrt {1-\left({\frac {v}{c}}\right)^{2}}}}}
oder mit dem Lorentzfaktor
(4) {\displaystyle T'=T_{0}\gamma }
und somit
(3) {\displaystyle T_{0}=T'/\gamma .}
Hingegen kann ein mit Uhr B mitbewegter Beobachter gemäß Relativitätsprinzip ebenfalls von sich behaupten, sich in Ruhe zu befinden. Das heißt, seine bei ihm befindliche Uhr B wird eine einfache Laufzeit von {\displaystyle 2T_{0}^{'}} für den Lichtblitz anzeigen. Hingegen wird der Lichtblitz der aus Sicht des Beobachters bewegten Uhr A für ihn einen größeren Weg zurücklegen und benötigt die Zeit
(2) {\displaystyle T=T'_{0}\gamma }
und somit gilt
(1) {\displaystyle T'_{0}=T/\gamma .}

### Eigenzeit
Das relativistische Linienelement {\displaystyle \mathrm {d} s} ist gegeben durch
{\displaystyle \mathrm {d} s^{2}=c^{2}\mathrm {d} t^{2}-\mathrm {d} x^{2}-\mathrm {d} y^{2}-\mathrm {d} z^{2}.}
Als Eigenzeitelement gilt der Quotient dieses relativistischen Linienelements oder Abstands {\displaystyle \mathrm {d} s} und der Lichtgeschwindigkeit {\displaystyle c}
{\displaystyle \mathrm {d} \tau ={\frac {\mathrm {d} s}{c}}.}
Durch Einsetzen und Herausheben von {\displaystyle \mathrm {d} t^{2}} folgt dann
{\displaystyle \mathrm {d} \tau ={\sqrt {\frac {\mathrm {d} s^{2}}{c^{2}}}}={\frac {\mathrm {d} t}{c}}{\sqrt {c^{2}-\left({\frac {\mathrm {d} x}{\mathrm {d} t}}\right)^{2}-\left({\frac {\mathrm {d} y}{\mathrm {d} t}}\right)^{2}-\left({\frac {\mathrm {d} z}{\mathrm {d} t}}\right)^{2}}}.}
Einerseits ergibt sich mit dem relativistischen Linienelement {\displaystyle \mathrm {d} s} und dem Eigenzeitelement {\displaystyle \mathrm {d} \tau }
{\displaystyle c={\frac {\mathrm {d} s}{\mathrm {d} \tau }},}
anderseits ist eine Geschwindigkeit {\displaystyle {\vec {v}}} allgemein als Ableitung des Ortsvektors {\displaystyle {\vec {r}}=(x,y,z)} nach der Zeit {\displaystyle t} definiert:
{\displaystyle {\vec {v}}={\frac {\mathrm {d} {\vec {r}}}{\mathrm {d} t}}}
Mit dem Quadrat der Geschwindigkeit
{\displaystyle v^{2}=\left({\frac {\mathrm {d} x}{\mathrm {d} t}}\right)^{2}+\left({\frac {\mathrm {d} y}{\mathrm {d} t}}\right)^{2}+\left({\frac {\mathrm {d} z}{\mathrm {d} t}}\right)^{2}}
folgt schließlich für das Element der Eigenzeit
{\displaystyle \mathrm {d} \tau =\mathrm {d} t{\sqrt {\frac {c^{2}-v^{2}(t)}{c^{2}}}}=\mathrm {d} t{\sqrt {1-{\frac {v^{2}(t)}{c^{2}}}}}.}
Das Differential {\displaystyle \mathrm {d} \tau } ist also immer nur {\displaystyle {\sqrt {1-(v^{2}/c^{2})}}} Mal so groß wie {\displaystyle \mathrm {d} t.}
Für ein mit dem betrachteten Teilchen mitbewegtes System ergibt sich die Identität beider Differentiale, weil in diesem System {\displaystyle v^{2}(t)} identisch Null ist. Ähnlich wichtige Identitäten, etwa die berühmte Relation E = mc2 aus dem Energie-Impuls-Vierervektor, ergeben sich leicht im mitbewegten System für andere Invarianten der Lorentztransformationen.
Die Eigenzeit wird erhalten, wenn über das Eigenzeitelement integriert wird:
{\displaystyle \tau =\int _{0}^{t}{\sqrt {1-{\frac {v^{2}(t')}{c^{2}}}}}\,\mathrm {d} t'}.
Messtechnisch entspricht die Eigenzeit {\displaystyle \tau } obigem Ausdruck {\displaystyle T_{0}}. Zeichnet eine Uhr C die Dauer zwischen den Ereignissen U und W am jeweiligen Ereignispunkt selbst, also entlang der Weltlinie von C, auf, wird das von C angezeigte Zeitintervall die Eigenzeit zwischen diesen Ereignissen genannt (siehe erstes Minkowski-Diagramm rechts).
Genauso wie das zugrunde liegende Linienelement {\displaystyle \mathrm {d} s^{2}} ist auch die Eigenzeit {\displaystyle T_{0}} eine Invariante, denn in allen Inertialsystemen wird übereinstimmend festgestellt, dass Uhr C genau diese Zeitspanne zwischen U und W anzeigt. Die invariante Eigenzeit ist die Referenzgröße, wenn die Zeitdilatation auftritt. Wie oben bereits erläutert, wird die Gangrate der Uhr C aus der Sicht aller anderen bewegten Systeme verlangsamt in Bezug zu den eigenen Uhren gemessen. Demzufolge wird Uhr C zwischen den beiden Beobachtungsereignissen U und W eine kürzere Zeitspanne {\displaystyle T'_{0}=UW} anzeigen, wohingegen die synchronisierten S-Uhren eine größere Zeitspanne {\displaystyle T=Ux} anzeigen gemäß
{\displaystyle T=T'_{0}\gamma .}
Ruht hingegen eine Uhr B in S und finden auf ihrer Weltlinie zwei Ereignisse U und V statt, dann ist die Zeitspanne {\displaystyle T_{0}=UV} identisch mit der invarianten Eigenzeit zwischen diesen Ereignissen, folglich wird im System S′ eine größere Zeitspanne {\displaystyle T'=Ux'} gemessen:
{\displaystyle T'=T_{0}\gamma }
Die Eigenzeit einer bei zwei Ereignissen vor Ort befindlichen unbeschleunigten Uhr ist also minimal im Vergleich zur synchronisierten Koordinatenzeit zwischen denselben Ereignissen in allen anderen Inertialsystemen. Denn sofern keine der Uhren beschleunigt wird, gibt es immer nur eine Uhr und somit nur eine gerade Weltlinie, welche die Eigenzeit zwischen zwei bestimmten Ereignissen anzeigt. Es ist zwar möglich, dass ein einzelnes Ereignis U gleichzeitig auf zwei geraden Weltlinien ist (und zwar dort, wo sich die Weltlinien von C und B schneiden), jedoch ist es geometrisch unmöglich, dass das zweite Ereignis W auf der Weltlinie von C auch auf der Weltlinie von B ist, sowie es auch unmöglich ist, dass das zweite Ereignis V auf der Weltlinie von B auch auf der Weltlinie von C ist.
Wenn jedoch eine der Uhren beschleunigt wird, können sich die Weltlinien abermals schneiden. Hier ergibt es sich, dass die gerade Weltlinie der unbeschleunigten Uhr eine größere Eigenzeit anzeigt als die zusammengesetzt-gekrümmte Weltlinie der beschleunigten Uhr, was die Erklärung des Zwillingsparadoxons darstellt. Während also, wie oben gezeigt, die Eigenzeit zwischen zwei Ereignissen auf der Weltlinie einer unbeschleunigten Uhr minimal ist im Vergleich zu den synchronisierten Koordinatenzeiten in allen anderen Inertialsystemen, ist sie maximal im Vergleich zu den Eigenzeiten von beschleunigten Uhren, die bei beiden Ereignissen ebenfalls vor Ort waren.

#### Verwendung der Eigenzeit bei zwei Inertialsystemen
Einige Eigenzeiten werden nebenstehend in einem symmetrischen Minkowski-Diagramm und weiteren Bildern dargestellt. Uhr C (ruhend in S′) trifft bei d auf Uhr A und bei f auf Uhr B (beide ruhend in S). Die invariante Eigenzeit von C zwischen diesen Ereignissen ist df. Die Weltlinie von Uhr A ist die ct-Achse, die Weltlinie von Uhr B gezogen durch d ist parallel zur ct-Achse, und die Weltlinie von Uhr C ist die ct′-Achse. Alle zu d gleichzeitigen Ereignisse sind in S auf der x-Achse, und in S′ auf der x′-Achse. Die jeweiligen Zeitspannen können direkt durch Abzählen der Markierungen bestimmt werden.
In S ist die Eigenzeit df von C dilatiert im Vergleich zur längeren Zeit ef=dg von Uhren B und A. Umgekehrt wird auch in S′ die invariante Eigenzeit von B dilatiert gemessen. Denn Zeit ef ist kürzer in Bezug zur Zeit if, weil das Startereignis e von Uhr B schon zur Zeit i gemessen wurde, bevor Uhr C überhaupt zu ticken begonnen hatte. Zum Zeitpunkt d hat B die Zeit ej hinter sich, und auch hier ergibt sich die Zeitdilatation, wenn df in S′ mit der restlichen Zeit jf in S verglichen wird.
Aus diesen geometrischen Verhältnissen wird abermals klar, dass die invariante Eigenzeit zwischen zwei bestimmten Ereignissen (in diesem Fall d und f) auf der Weltlinie einer unbeschleunigten Uhr kürzer ist als die mit synchronisierten Uhren gemessene Zeit zwischen denselben Ereignissen in allen anderen Inertialsystemen. Wie gezeigt, steht dies nicht im Widerspruch zur wechselseitigen Zeitdilatation, denn aufgrund der Relativität der Gleichzeitigkeit werden die Startzeitpunkte der Uhren in anderen Inertialsystemen unterschiedlich gemessen.

### Zeitdilatation durch reine Beschleunigung
Die momentane Zeitdilatation, ggf. auch Zeitraffereffekt, der geradlinigen Beschleunigung resultiert aus der Desynchronisierung der Uhren:
Bei jeder Veränderung der Relativgeschwindigkeit, die hier dargestellt wird und nicht unbedingt von spürbaren Trägheitswirkungen begleitet sein muss, verändert sich auch die relative Desynchronisierung der Uhren des beobachteten Systems.
Aus der subjektiven Sicht des Beobachters sind die Uhren im beobachteten System nämlich entsprechend ihrem lokalen Ortsabstand {\displaystyle l'=x_{2}'-x_{1}'} als Folge der Relativität der Gleichzeitigkeit desynchronisiert:
{\displaystyle \tau _{\Delta }=-\Delta l'v/c^{2}}
Dabei ist τΔ die Gangabweichung, die zwischen zwei lokalen Uhren im Eigenabstand {\displaystyle l} abgelesen wird. In gleicher Weise kann auch die Änderung der Desynchronisierung durch eine veränderte Geschwindigkeit des Beobachters dargestellt werden, wobei der momentane Abstand vom Beobachter zu wählen ist:
{\displaystyle \tau _{\Delta }=-x'\Delta v/c^{2}}
Durch welche Ursache sich die Relativgeschwindigkeit des Beobachters verändert, ist hierbei unerheblich. Der Effekt ist geometrisch bedingt und rein relativistisch. Wie aus dem Bell-Raumschiffparadoxon abgeleitet werden kann, ist die Wirkung (bezogen auf die komplette Distanz x) allerdings für die beiden Beteiligten asymmetrisch. Dies liefert wiederum die Erklärung für die Asymmetrie des Zwillingsparadoxons. Diese Geschwindigkeitsänderung kann man nun bei kontinuierlicher Betrachtung in eine Beschleunigung umrechnen, wobei es sich aber nicht um eine lokale Beschleunigung a = F/m handelt, sondern um die effektive Änderung der Relativgeschwindigkeit aeff = dv/dt handeln muss:
{\displaystyle {\frac {\tau _{\Delta }}{\mathrm {d} t}}={\frac {a_{\mathrm {eff} }x}{c^{2}\gamma }}={\frac {a\cdot x}{\gamma ^{3}c^{2}}}}
mit Distanz x, Lorentzfaktor γ, infinitesimalem Zeitintervall dt, effektiver Beschleunigung aeff, Relativgeschwindigkeit v und Lichtgeschwindigkeit c. Der Effekt ist entfernungsabhängig und richtungsabhängig. Theoretisch kann der Wert von Δv·x/Δt bzw. aeff·x kurzfristig beliebig hoch sein und je nach Vorzeichen a·x > 0 zu einem Zeitraffer (maximal, bis bei v = −c Gleichzeitigkeit erreicht wird) und a·x < 0 zu einer Zeitlupe (maximal Zeitstillstand bei v = c) wie bei der gewohnten Dilatation führen. Die Berechnung von aeff soll hier nicht detailliert erklärt werden. Da hierbei die relativistische Geschwindigkeitsaddition anzuwenden ist, und wegen (v·dv/c²) → 0, errechnet sich:
{\displaystyle a_{\mathrm {eff} }={\dfrac {{\dfrac {v+\mathrm {d} v}{1+{\dfrac {v\ \mathrm {d} v}{c^{2}}}}}-v}{\mathrm {d} t}}={\dfrac {\mathrm {d} v}{\left(\gamma ^{2}\left(1+{\dfrac {v\ \mathrm {d} v}{c^{2}}}\right)\right)\mathrm {d} t}}={\frac {a}{\gamma ^{2}}}}
Entgegen weit verbreiteter Meinung verursacht die Beschleunigung a = v/t keine weiteren relativistischen Wirkungen auf die Zeit, die mit der Gravitation vergleichbar wären. Dies ergibt sich schon daraus, dass die Faktoren der Zeitdilatation und der Lorentzkontraktion bei der Gravitation gar nicht von der Beschleunigung, sondern ausschließlich vom Energiepotential abhängen.

### Bewegung mit konstanter Beschleunigung
Wird ein Testkörper der Masse {\displaystyle M} mit einer konstanten Kraft {\displaystyle F} auf relativistische Geschwindigkeiten (größer als ein Prozent der Lichtgeschwindigkeit) beschleunigt, muss wegen der Zeitdilatation zwischen der Uhr eines ruhenden Beobachters und einer Uhr an Bord des Testkörpers unterschieden werden. Besitzt der Testkörper bei {\displaystyle t=0} die Geschwindigkeit {\displaystyle v_{0}}, so ist es zweckmäßig, die Abkürzung
{\displaystyle \gamma _{0}:={\frac {1}{\sqrt {1-v_{0}^{2}/c^{2}}}}}
einzuführen, um die folgenden Rechenergebnisse übersichtlich aufschreiben zu können. Wird der Testkörper ab {\displaystyle t=0} mit einer konstanten Kraft {\displaystyle F} beschleunigt, so gilt
{\displaystyle v(t)={\frac {at+v_{0}\gamma _{0}}{\sqrt {1+{\dfrac {(at+v_{0}\gamma _{0})^{2}}{c^{2}}}}}},}
wobei sich die konstante Beschleunigung gemäß {\displaystyle a=F/M} berechnet. Mit Hilfe dieser Formel kann zusätzlich auch die Eigenzeit berechnet werden, die eine Uhr im beschleunigten System des Testkörpers anzeigen würde. Dazu muss nur die Momentangeschwindigkeit {\displaystyle v(t)} in das weiter oben angegebene Integral
{\displaystyle \tau =\int _{0}^{t}{\sqrt {1-{\frac {v(t)^{2}}{c^{2}}}}}\mathrm {d} t}
eingesetzt werden. Das Ergebnis dieser Integration lautet
{\displaystyle \tau ={\frac {c}{a}}\ln \left({\frac {{\sqrt {c^{2}+(at+v_{0}\gamma _{0})^{2}}}+at+v_{0}\gamma _{0}}{(c+v_{0})\gamma _{0}}}\right).}
Den zurückgelegten Weg {\displaystyle x(t)} im System des ruhenden Beobachters erhält man durch Integration der Geschwindigkeit {\displaystyle v(t)} über die Zeit zu
{\displaystyle x(t)={\frac {c^{2}}{a}}\left({\sqrt {1+{\frac {(at+v_{0}\gamma _{0})^{2}}{c^{2}}}}}-\gamma _{0}\right).}
Wird bei verschwindender Startgeschwindigkeit ({\displaystyle v_{0}=0}) die Zeit {\displaystyle t} noch durch die Eigenzeit {\displaystyle \tau } ersetzt, gilt:
{\displaystyle x={\frac {c^{2}}{a}}\left(\cosh \left({\frac {a\tau }{c}}\right)-1\right)}

### Reise zu entfernten Sternen
Ein anderes Beispiel ist die Bewegung eines Raumschiffes, das von der Erde startet, einen entfernten Planeten ansteuert und wieder zurückkommt. Ein Raumschiff startet von der Erde und fliegt mit der anfänglichen Beschleunigung von {\displaystyle g=9{,}81\,{\frac {\mathrm {m} }{\mathrm {s} ^{2}}}} zu einem 28 Lichtjahre entfernten Stern. Die Beschleunigung von {\displaystyle 1\ g} wurde gewählt, da hierdurch irdische Gravitationsverhältnisse an Bord eines Raumschiffes simuliert werden können. Auf halber Strecke ändert das Raumschiff das Vorzeichen der Beschleunigung und verzögert ebenso stark. Nach einem sechsmonatigen Aufenthalt kehrt das Raumschiff auf gleiche Weise zur Erde zurück. Die vergangenen Zeiten ergeben sich für den Reisenden zu 13 Jahren, 9 Monaten und 16 Tagen (Messung mit an Bord befindlicher Uhr). Auf der Erde sind bei der Rückkehr des Raumschiffes dagegen 60 Jahre, 3 Monate und 5 Stunden vergangen.
Wesentlich größere Unterschiede erhält man bei einer Reise zur Andromedagalaxie, die etwa 2 Millionen Lichtjahre entfernt ist (bei gleichen Beschleunigungs- und Verzögerungsphasen). Für die Erde vergehen etwa 4 Millionen Jahre, während für den Reisenden nur ungefähr 56 Jahre vergangen sind.
Das Raumschiff überschreitet die Lichtgeschwindigkeit nie. Je länger es beschleunigt, desto näher kommt es zwar an die Lichtgeschwindigkeit heran, es wird diese jedoch niemals erreichen. Aus Sicht der Erde nimmt die Beschleunigung also trotz gleichbleibender Triebwerksleistung ab. Im Raumschiff läuft die Zeit entsprechend der Zeitdilatation langsamer. Da im Raumschiff sowohl Beobachter als auch Messinstrumente der Zeitdilatation unterliegen, läuft aus ihrer Sicht die Eigenzeit ganz normal, jedoch verkürzt sich aufgrund der Lorentzkontraktion der Weg zwischen Erde und Reiseziel. (Aus Erdsicht bleibe er in diesem Beispiel vereinfachend konstant). Wenn man nun im Raumschiff ist und seine Geschwindigkeit relativ zur Erde unter Berücksichtigung der Lorentzkontraktion bestimmt, dann kommt man auf dasselbe Resultat, wie wenn man von der Erde aus die Geschwindigkeit des Raumschiffes bestimmt. In der Praxis ist derzeit allerdings kein Antrieb realisierbar, der über so lange Zeit eine so hohe Beschleunigung erreicht.

## Zeitdilatation durch Gravitation
Die gravitative Zeitdilatation beschreibt den relativen Zeitablauf von Systemen, die in verschiedenen Entfernungen eines Gravitationszentrums (beispielsweise eines Sterns oder Planeten) relativ zu diesem ruhen. Zu beachten ist, dass die gravitative Zeitdilatation nicht etwa durch eine mechanische Einwirkung auf die Uhren entsteht, sondern eine Eigenschaft der Raumzeit selbst darstellt. Jeder relativ zum Gravitationszentrum ruhende Beobachter misst für identische, jedoch in unterschiedlichen Entfernungen vom Gravitationszentrum ablaufende Vorgänge unterschiedliche Ablaufzeiten, bezogen auf seine eigene Zeitbasis. Ein Effekt, der auf der gravitativen Zeitdilatation beruht, ist die gravitative Rotverschiebung.
Die allgemeingültige und von der Metrik abhängige Formel für die Zeitdilatation zwischen zwei relativ zur Masse stationären Beobachtern (FIDO), von denen sich der eine außerhalb und der andere innerhalb des Gravitationsfelds befindet, lautet
{\displaystyle {\frac {{\rm {d}}t}{{\rm {d}}\tau }}={\sqrt {g^{tt}}}}.
In der Schwarzschildmetrik ist
{\displaystyle g^{tt}={\frac {1}{1-r_{\rm {s}}/r}}} und {\displaystyle g_{tt}={\frac {1}{g^{tt}}}}.
Um die gesamte Zeitdilatation eines stationären Beobachters in weiter Entfernung von der Masse relativ zu einem im Gravitationsfeld bewegten Beobachter zu erhalten, wird mit dem Lorentzfaktor multipliziert; im Bezugssystem des stationären Beobachters ergibt sich somit, dass die Uhr des bewegten um den Faktor
{\displaystyle {\frac {{\rm {d}}t_{\infty }}{{\rm {d}}\tau }}={\sqrt {g^{tt}}}\ \gamma } also {\displaystyle \tau ={t_{\infty }}{\frac {1}{{\sqrt {g^{tt}}}\ \gamma }}}
verlangsamt läuft, während die Uhr des stationären Beobachters im System des bewegten um den Faktor
{\displaystyle {\frac {{\rm {d}}t}{{\rm {d}}\tau _{\infty }}}={\sqrt {g_{tt}}}\ \gamma } also {\displaystyle \tau _{\infty }={t}{\frac {\sqrt {g^{tt}}}{\gamma }}}
schneller oder langsamer tickt, abhängig davon, ob die gravitative oder die kinematische Komponente überwiegt (die gravitative Komponente bewirkt, dass die Uhr im Gravitationsfeld absolut langsamer tickt, während die kinematische Komponente zu einer wechselseitigen, also relativen Verlangsamung der jeweils anderen Uhr führt). Im freien Fall aus dem Unendlichen v = ve heben sich dabei beide Effekte aus Sicht des FFO exakt auf:
{\displaystyle {\sqrt {g^{tt}}}=\gamma _{e}}

### Beschleunigung und Gravitation: die rotierende Scheibe
Diese Problemstellung wird auch als ehrenfestsches Paradoxon bezeichnet.
Nach dem Äquivalenzprinzip der allgemeinen Relativitätstheorie kann man lokal nicht zwischen einem ruhenden System in einem Gravitationsfeld und einem beschleunigten System unterscheiden. Deshalb kann man den Effekt der Gravitationszeitdilatation anhand der Zeitdilatation durch Bewegung erläutern.
Betrachtet man eine mit konstanter Winkelgeschwindigkeit {\displaystyle \omega } rotierende Scheibe, so bewegt sich ein Punkt im Abstand {\displaystyle r} vom Zentrum mit der Geschwindigkeit
{\displaystyle v={\frac {r\omega }{\sqrt {1+{\dfrac {(r\omega )^{2}}{c^{2}}}}}}.}
Dementsprechend wird im Abstand {\displaystyle r} vom Mittelpunkt der Scheibe die Eigenzeit
{\displaystyle \tau ={\frac {t}{\sqrt {1+{\dfrac {(r\omega )^{2}}{c^{2}}}}}}}
auftreten. Für hinreichend kleine Abstände ({\displaystyle v^{2}\ll c^{2}}) ist dieser Ausdruck näherungsweise gleich
{\displaystyle \tau =t\left(1-{\frac {(r\omega )^{2}}{2c^{2}}}\right).}
Ein auf der Scheibe befindliches, mitrotierendes Objekt erfährt nun die Zentrifugalkraft {\displaystyle F=m\omega ^{2}r}. Aufgrund des Äquivalenzprinzips kann man diese Kraft auch als Gravitationskraft deuten, zu der ein Gravitationspotential
{\displaystyle \varphi =-(r\omega )^{2}}
gehört. Dies ist aber gerade der Term, der bei der Zeitdilatation im Zähler auftritt. Somit ergibt sich für „kleine“ Abstände:
{\displaystyle \tau =t{\sqrt {1+{\frac {2\varphi }{c^{2}}}}}}
(Hinweis: Das hier angegebene Potential entspricht nicht dem üblichen Zentrifugalpotential, da hier eine Anpassung an die lokale Drehgeschwindigkeit der Scheibe vorgenommen wird, während beim üblichen Zentrifugalpotential stattdessen Drehimpulserhaltung gilt.)

### Zeitdilatation im Schwerefeld der Erde

Zeitdilatation durch Gravitation und Kreisbahngeschwindigkeit

In einem schwachen Gravitationsfeld wie dem der Erde kann die Gravitation und somit die Zeitdilatation näherungsweise durch das newtonsche Gravitationspotential beschrieben werden:
{\displaystyle \tau =t_{0}{\sqrt {1+{\frac {2\phi }{c^{2}}}}}}
Hierbei ist {\displaystyle t_{0}} die Zeit bei Potential {\displaystyle \phi =0} und {\displaystyle \phi } das newtonsche Gravitationspotential (Multiplikation mit der Masse eines Körpers ergibt dessen potentielle Energie an einem bestimmten Ort).
Auf der Erde kann (solange die Höhe über der Erdoberfläche klein ist gegenüber dem Erdradius von ca. 6400 Kilometer) das Gravitationspotential durch {\displaystyle \phi =gh} angenähert werden. Pro Meter Höhendifferenz beträgt die Zeitdilatation 1.1e-16. In 300 Kilometer Höhe (das ist zum Beispiel eine mögliche Höhe, in der die Space Shuttles flogen) vergehen somit in jeder „Erdbodensekunde“ 1 + 3.27e-11 s, das ist etwa eine Millisekunde pro Jahr mehr. Das heißt, ein Astronaut, der in 300 Kilometer Höhe über der Erde ruhen würde, würde in jedem Jahr etwa eine Millisekunde schneller altern als jemand, der auf der Erde ruht. Für einen Shuttle-Astronauten in einer solchen Höhe kommt allerdings durch die Bewegung des Shuttle (es kreiste um die Erde) ein zusätzlicher Effekt in der Zeitdilatation dazu.
Wenn man die durch die Höhe verursachte Verringerung der gravitativen Zeitdilatation relativ zur Erdoberfläche und die durch die für diese Höhe erforderliche Kreisbahngeschwindigkeit bedingte Zeitdilatation miteinander vergleicht, zeigt sich, dass sich bei einem Bahnradius vom 1,5-Fachen des Erdradius, also in einer Flughöhe von einem halben Erdradius (ca. 3200 Kilometer), die beiden Effekte genau aufheben und daher die Zeit auf einer solchen Kreisbahn genau so schnell vergeht wie auf der Erdoberfläche (wenn man vereinfachend annimmt, dass die Erde selbst nicht rotiert, ist es exakt der 1,5-fache Radius, berücksichtigt man auch die Erdrotation, ist es geringfügig weniger).
Richard Feynman führte Anfang der 1960er Jahre in seiner Vorlesung aus, dass bereits das Eötvös-Experiment in Verbindung mit dem Energieerhaltungssatz zur Vorhersage der Frequenzverschiebung von Photonen im Gravitationspotential der Erde gemäß {\displaystyle \omega =\omega _{0}\left(1+{\frac {gh}{c^{2}}}\right)} führt, die Allgemeine Relativitätstheorie müsste dazu nicht bemüht werden. Er bemerkte, dass wir Äußerungen über das Alter von Objekten wie der Erde vorsichtiger formulieren sollten, da der Erdmittelpunkt ein oder zwei Tage jünger sein dürfte als die Erdoberfläche. Für die Erde wurde dieser Zeitunterschied zwischen Erdmittelpunkt und Erdoberfläche in klassischer Näherung unter Berücksichtigung der Dichteverteilung der Erde im Jahr 2016 genauer mit 2,49 Jahren angegeben. Dieser einfachen Erklärung der gravitativen Rotverschiebung in Form einer „Anziehung des Photons durch die Erde“ widersprechen Okun et al., wie auch Rybicki, welche zu dem Schluss kommen, dass Feynman wie Uggerhøj das Äquivalenzprinzip „ignorieren“. Korrekt sei, dass der Erdmittelpunkt 1,58 Jahre älter (!) als die Erdoberfläche sein müsste, weil nach dem newtonschen Schalentheorem die Schwerkraft dort verschwindet und nicht unterschieden werden kann, ob sich der Ort weit außerhalb der Erde oder im Mittelpunkt der Erde befindet.

## Experimentelle Nachweise

### Relativistischer Dopplereffekt
Der erste direkte Nachweis der Zeitdilatation durch Messung des relativistischen Dopplereffekts gelang mit dem Ives-Stilwell-Experiment (1939); weitere Nachweise erfolgten mit den Mößbauer-Rotor-Experimenten (1960er) und modernen Ives-Stilwell-Varianten auf Basis von Sättigungsspektroskopie, wobei letztere die mögliche Abweichung der Zeitdilatation bis auf {\displaystyle 8{,}4\cdot 10^{-8}} reduziert haben. Ein indirekter Nachweis sind Variationen des Kennedy-Thorndike-Experiments, bei dem die Zeitdilatation zusammen mit der Längenkontraktion berücksichtigt werden muss. Für Experimente, bei denen die Zeitdilatation für Hin- und Rückweg beobachtet wird, siehe Zwillingsparadoxon.

### Lebensdauermessung von Teilchen
Beim Auftreffen der kosmischen Strahlung auf die Moleküle der oberen Luftschichten entstehen in 9 bis 12 Kilometer Höhe Myonen. Sie sind ein Hauptbestandteil der sekundären kosmischen Strahlung, bewegen sich in Richtung Erdoberfläche mit nahezu Lichtgeschwindigkeit weiter und können dort nur wegen der relativistischen Zeitdilatation detektiert werden, denn ohne diesen relativistischen Effekt würde ihre mittlere Reichweite nur etwa 600 m betragen. Zusätzlich wurden Tests der Zerfallszeiten in Teilchenbeschleunigern mit Pionen, Myonen oder Kaonen durchgeführt, die ebenfalls die Zeitdilatation bestätigten.

### Zeitdilatation durch Gravitation
Die gravitative Zeitdilatation wurde 1960 im Pound-Rebka-Experiment von Robert Pound und Glen Rebka nachgewiesen. Außerdem startete die NASA 1976 eine Scout-D-Rakete mit einer Atomuhr, deren Frequenz mit einer Uhr derselben Bauart auf der Erde verglichen wurde. Dies war das bisher präziseste Experiment, das erfolgreich die gravitative Rotverschiebung messen konnte.

### Vergleich zwischen Uhren im Flugzeug und am Boden
Eine Uhr in einem hoch fliegenden Flugzeug unterliegt zwei Formen von Zeitdilatation im Vergleich zu einer am Boden stehenden Uhr. Zum einen nimmt der Einfluss der Gravitation der Erde mit der Höhe ab. Dadurch wird die Uhr im Flugzeug weniger verlangsamt als die Uhr am Boden. Zum anderen bewegt sich das Flugzeug relativ zur Uhr am Boden. Das bewirkt eine Verlangsamung der Uhr im Flugzeug. Die beiden Effekte wirken also in entgegengesetzter Richtung. Welcher der beiden Effekte überwiegt, hängt von der Höhendifferenz und der Geschwindigkeit des Flugzeugs ab.
Der erste Uhrenvergleich zwischen in einem Flugzeug transportierten Uhren und baugleichen am Boden verbleibenden geschah im Rahmen des Hafele-Keating-Experiments im Jahr 1971. Für dieses Experiment flogen der Physiker Joseph Hafele und der Astronom Richard Keating mit vier Atomuhren jeweils einmal ostwärts und westwärts in einem Verkehrsflugzeug um die Welt. Vor und nach den Flügen wurde der Stand der Uhren mit dem von baugleichen Atomuhren verglichen, die im United States Naval Observatory betrieben wurden. Die sich dabei ergebenden Verschiebungen bestätigten die Vorhersagen der Relativitätstheorien. Seitdem wurden wiederholt Messungen in ähnlicher Form mit noch höherer Genauigkeit durchgeführt.

### Praktische Bedeutung
Von praktischer Bedeutung wird die Zeitdilatation bei satellitengestützten Navigationssystemen wie etwa dem GPS. Diese beruhen darauf, dass jeder Satellit des Systems ein sehr präzises, durch eine Atomuhr ermitteltes Zeitsignal über Funk aussendet. Die GPS-Geräte der Nutzer empfangen diese Signale von mehreren Satelliten und ermitteln aus den Laufzeiten der Signale ihre Entfernung zu den verschiedenen Satelliten und daraus ihre exakte Position. Da die Satelliten der Zeitdilatation sowohl durch Gravitation als auch durch ihre Bewegung ausgesetzt sind, müssen die Navigationssysteme zur Verbesserung der Genauigkeit eine Korrektur dieser Effekte vornehmen.